# 1283
L'any 1283 (MCCLXXXIII) va ser un any comú començat en divendres del calendari julià.

## Esdeveniments
- 8 de juny - mar Mediterrània, prop de l'illa de Malta: Roger de Llúria hi derrota els angevins al combat de Malta durant la Guerra de Sicília.[1]
- València: Pere el Gran autoritza la instal·lació d'un Consolat de Mar, organisme del dret marítim català, a la ciutat de València.[2]
- Barcelona: Corts de Barcelona de 1283, Pere el Gran, amb l'amenaça de la Croada contra la Corona d'Aragó es va comprometre a reunir les Corts Catalanes un cop l'any, i a no promulgar cap constitució general o estatut sense l'aprovació d'aquella institució.[3]
- Montpeller: Ramon Llull escriu el Llibre d'Evast e Blaquerna a Montpeller.[4]

## Naixements
- Margarida I d'Escòcia, reina d'Escòcia filla d'Eric II de Noruega.[5]

## Necrològiques
- octubre-Shrewsbury: Dafydd ap Gruffydd, príncep de Gal·les.[6]
- Abutsu-ni, escriptora i monja japonesa japonesa.[7]